# Großer Mäander
Der Mäander (von lat. Maeander, von griech. Μαίανδρος), heute Großer Mäander (türk. Büyük Menderes) genannt zur Unterscheidung vom Kleinen Mäander, dem antiken Kaystros, ist ein Fluss im westlichen Kleinasien (der heutigen Türkei), der wegen seiner vielen Windungen wortprägend geworden ist.
Mit 380 km Länge ist er der wichtigste Fluss der westanatolischen Region.
Der Große Mäander entspringt im Bergland von Phrygien, etwa auf halbem Weg zwischen den Provinzhauptstädten Uşak und Afyon. Die zwei größten Quellflüsse sind der Banaz und der Kufi, der südliche Zufluss entspringt bei Dinar, dem antiken Kelainai. Nach ihrer Vereinigung nördlich der Stadt Denizli fließt der Große Mäander nach Westen Richtung Aydın und mündet nahe der antiken Stadt Milet in die Ägäis.
In der Küstenebene, die sich seit der griechisch-ionischen Zeit durch die alluvialen Sedimente um einige Kilometer zum Meer verbreitert hat, sind etwa 15 km nördlich und südlich der Mündung die Reste und Tempel der Städte Priene und Didyma zu besichtigen. Zwischen Söke und Aydın liegt das alte Magnesia, flussaufwärts bei Sultanhisar befinden sich die Reste des antiken Nysa. Der Bafasee, dessen Abfluss etwa 15 km Luftlinie vor dessen Mündung in den Mäander fließt, war bis zum 4. Jahrhundert n. Chr. ein Meeresarm.